# شعاع بور

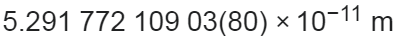

نیلزبور، نابغه‌ای بود که با استفاده از قوانین مکانیک نیوتنی و کوانتوم شعاع اتم هیدروژن را محاسبه کرد. بر اساس مدل اتمی که خود نیلزبور آن را ارائه کرده بود، الکترون می‌بایست در یک مدار دایره‌ای (یا از دید فضایی، کروی) به دور هسته می‌چرخید. این شعاع، که امروزه به شعاع بور معروف شده است، ثابتی فیزیکی‌ست که به‌طور تقریب برابر است با محتمل‌ترین فاصلهٔ بین پروتون و الکترون در اتم هیدروژن در حالت پایه. این ثابت بر حسب واحد SI برابر است با۵۲٫۹ پیکومتر یا دقیقتر بگوییم، برابر است با 0.529177210903 آنگستروم.
بور، این عدد را از فرمول زیر بدست آورد:
{\displaystyle a_{0}={\frac {4\pi \epsilon _{0}\hbar ^{2}}{m_{e}e^{2}}}={\frac {\hbar }{m_{e}\,c\,\alpha }}}
که:
{\displaystyle \epsilon _{0}\ } ثابت گذردهی خلأ می‌باشد
{\displaystyle \hbar \ } ثابت کاهیده پلانک (اچ بار) ħ= 1.054571817...×10−34 J.s
{\displaystyle m_{e}\ } جرم الکترون me=9.109×10−31 kg
{\displaystyle e\ } بار بنیادی یا بار الکترون بر حسب کولن e= 1.602176634×10−19 C
{\displaystyle c\ } سرعت نور در خلأ
{\displaystyle \alpha \ } ثابت ساختار ریز
.
روش دیگر محاسبه، استفاده از سه رابطه زیر است:
1- نیروی الکترواستاتیک بین هسته و الکترون (F1=Kee2/r2)،
با درنظر گرفتن ثابت کولن: Ke=1/4πε0
2- نیروی حاصل از چرخش (گریز از مرکز) الکترون بدور هسته (F2=mev2/r)
3- رابطه سرعت الکترون (v) در مدار  (v=nh/2πmer)
که در آن، h ثابت پلانک است. (h=6.62607015×10−34 J.Hz−1 or (J.s))
از آنجا که برای برقراری تعادل در مدار الکترون، باید دو نیروی F1 و F2 برابر باشد داریم:                Kee2/r2=mev2/r
و از آنجا که مقدارثابت کولن (Ke) در سیستم الکترواستاتیک c.g.s برابر واحد در نظر گرفته شده است، مقدار v2 خواهد شد:               v2= e2/mer
و این یعنی:                   r=e2/mev2
از رابطه سرعت الکترون مقدار معادل v2 را در فرمول می‌گذاریم. که می‌شود:        r=n2h2/4π2mee2
در این رابطه برای تراز اول انرژی، یعنی n=1 با قرار دادن جرم و بار الکترون، عدد شعاع بور که همان شعاع اولین تراز انرژی الکترون است یعنی: 5.291772109x10−11m بدست می‌آید.